# 李添勝
李添勝（英語：Lee Tim-Sing，1948年—），香港劇集監製及著名影視演員；曾是為無綫電視劇集演出、前香港無綫電視戲劇部電視劇監製。他在1967年曾於加入無綫電視演員及戲劇組至2016年便正式退休，著名影視作品的超過接近六十多部。

## 背景
李添勝早年分別在香港島柴灣、九龍紅磡山谷道木屋區（山谷道邨前身）、新蒲崗臨時房屋區（現址為啟德遊樂場）和橫頭磡徙置區8座成長，上有各一名在他出世前夭折的胞兄胞姊，下有三名胞妹。父親是九龍醫院的廚師，母親是元朗鄧氏家族後人。李曾就讀柴灣瑪利諾明德小學校（即現時的天主教明德學校）、天主教普愛學校和已結束辦學的私立中學培新英文書院（位於九龍大角咀道交界界限街2K號，1964年入讀中二年級）。小學三年級起學習古文，讀書成績一般。基於小時候已收聽麗的呼聲，引起他對廣播的興趣，他於是在1963年左右開始於北角電氣道綠邨電台當廣播劇播音員，與梁天為同事，後來電台因六七暴動倒閉。兩年後，即1968年底，剛剛中三畢業的他，得到父親同事、杜平的黃姓妻子介紹認識電視台道具師林華三而加入無綫電視，於1969年5月正式成為第三百六十五位無綫電視職員，並由1970年代開始，創作不少受歡迎的電視劇及令人難忘的角色，電視作品包括時裝長篇劇《网中人》、《亲情》以及於1990年代開始拍攝金庸原著的《笑傲江湖》、《鹿鼎記》等。
至2000年代，他擅長製作民初或古裝劇，有《幕後大老爷》、《碧血鹽梟》、《巾幗梟雄》系列、《鐵馬尋橋》、《我的如意狼君》、《天梯》以及《神探高倫布》等。他最早期任職於道具佈景組，繼而於一年多後透過編導組主管幫忙轉做新聞節目場務與助理編導，又曾客串演出歡樂今宵，以「掃街茂」一角而為人熟悉。1970年代初開始成為香港無綫電視綜藝節目編導，隨蔡和平學習，1980年代正式晉升為監製，擅長製作武俠劇及古裝劇，時裝劇則較少。試升監製初年負責過1976年夏季奧林匹克運動會及1978年國際足協世界盃項目，同期又為電視劇任編導。1979年坐正監製之位，開拍首部電視劇，共有八十集的《天虹》。1980年代末至1990年代初曾與吳雨同任助理製作總監，李卻礙於喜歡前線製作多於管理工作而讓吳升職當總監。
李添勝曾因想跟隨電視台體育部主管轉到麗的電視拍攝戲劇作品，所以在1976年打算遞交辭職信。最後獲高層人士挽留，且在鍾景輝跳槽麗的電視後因無綫電視重組綜藝部而獲得機會升為編導，令他打消離職念頭。另外，他原本打算於2012年底約滿後退休，但其後與無綫續約，並以一年一劇的形式合作，因此拍攝完畢《神探高倫布》後仍繼續效力無綫。於2013年3月開拍《巾幗梟雄第三部》。2015年忙於籌備重頭劇集單元《呂后傳奇》，然而該劇最後沒有拍攝。同年拍畢完賀歲劇《財神駕到》以及民初劇《諜血長天》後正式宣佈退休；2016年3月17日應TVB舉行的榮休晚宴，多位曾與他合作的藝人皆有出席後。之後就不再他與香港無綫電視續約，結束與無綫電視48年的賓主關係。他之所以選擇退休，原因是他在驗身後心臟科醫生向他提出警告，說他的血管有三成阻塞。
李在選角上眼光獨到，往往大膽起用新演員當主角，不少著名的小生花旦憑其監製劇集走紅，故有「點石成金」之稱，包括周潤發、鄭裕玲、劉德華、梁朝偉、张智霖、古天樂、鄭秀文、鍾嘉欣、黎耀祥、邓萃雯、唐詩詠、黃浩然、馬國明、姚子羚與鄭嘉穎等等，當中黎耀祥屬他近期愛將。斐然成績令他在無線奠定「金牌監製」地位，他於2009年《萬千星輝頒獎典禮》中獲得萬千光輝演藝大獎，是史上首位在《萬千星輝頒獎典禮》獲得萬千光輝演藝大獎的監製兼幕後人員。現已退出演藝圈，過退休生活。

## 個人生活
李添勝已婚，與妻子吳氏多年來居住在西貢相思灣村，育有一名女兒及一名兒子。

## 演出/作品列表

### 電視劇（無綫電視）

#### 編導、監製
- 1975年：夜深沉
- 1976年：二叔
- 1976年：狂潮
- 1977年：家變
- 1978年：大亨
- 1978年：強人
- 1978年：奮鬥
- 1979年：天虹
- 1979年：網中人
- 1980年：親情
- 1980年：亂世兒女
- 1981年：過客
- 1981年：火鳳凰
- 1981年：富貴榮華
- 1982年：新民間傳奇之韓嫣翠
- 1982年：荊途
- 1982年：獵鷹
- 1983年：鴨仔里春光
- 1983年：夾心人
- 1984年：鹿鼎記
- 1985年：呂四娘
- 1985年：遊龍戲鳳
- 1985年：我愛伊人
- 1985年：楊家將
- 1986年：執位夫妻
- 1986年：哥哥的女友（單元劇）
- 1987年：男兒本色
- 1987年：如夢令（單元劇）
- 1987年：謫仙記（單元劇）
- 1987年：如意郎君（單元劇）
- 1987年：書劍恩仇錄
- 1988年：阿德也瘋狂
- 1988年：風流父子兵
- 1989年：霓紅姐妹花（電視電影）
- 1989年：綫人（電視電影）
- 1990年：踏盡江湖路（電視電影）
- 1990年：越柙飛龍（電視電影）
- 1990年：夕陽戰士（電視電影）
- 1990年：霓紅姐妹花續集（電視電影）
- 1993年：大頭綠衣鬥殭屍
- 1994年：射鵰英雄傳
- 1994年：瑪莉的抉擇（電視電影）
- 1995年：愛到盡頭（電視電影）
- 1995年：神鵰俠侶
- 1996年：笑傲江湖
- 1997年：天龍八部
- 1998年：鹿鼎記
- 1999年：雪山飛狐
- 2000年：碧血劍
- 2001年：美麗人生
- 2001年：肥婆奶奶扭計媳（海外首播）
- 2002年：轉世驚情（海外首播）
- 2003年：黑夜彩虹
- 2003年：西關大少
- 2004年：楚漢驕雄
- 2005年：開心賓館
- 2006年：鐵血保鏢
- 2007年：迎妻接福
- 2008年：搜神傳
- 2009年：幕後大老爺
- 2009年：巾幗梟雄
- 2009年：碧血鹽梟
- 2010年：鐵馬尋橋
- 2010年：巾幗梟雄之義海豪情
- 2011年：我的如意狼君
- 2012年：天梯
- 2013年：神探高倫布
- 2014年：宦海奇官
- 2016年：巾幗梟雄之諜血長天
- 2017年：財神駕到

#### 電影（導演）
- 1987年：開心快活人

#### 電視劇（香港電台電視部）
- 1975年：獅子山下之十年後

#### 電視劇（無綫電視）
- 1976年：民間傳奇之喬老爺上轎
- 1976年：睇開D啦
- 1977年：袋鼠絲苗為兩餐
- 1978年：袋鼠絲苗為兩餐第二輯
- 1978年：妙想發財
- 1978年：孤家寡人
- 1979年：袋鼠絲苗為兩餐第三輯
- 1979年：絕代雙驕 飾 龍哥仔 (十二星相 - 龍)／白羊 (十二星相 - 羊)
- 1981年：流氓皇帝 飾 黃師傅
- 1981年：富貴榮華 飾 貨倉倉長（第三集）
- 1982年：新民間傳奇之韓嫣翠
- 1989年：吉星報喜 旁白
- 1989年：淘氣雙子星 飾 朱Sir
- 1995年：娛樂插班生 飾 電視台監製

#### 電視節目（無綫電視）
- 1970年代：歡樂今宵之阿茂正傳 飾 掃街茂

#### 電影
- 1974年：大鄉里
- 1974年：太平山下
- 1974年：天天報喜
- 1975年：陳夢吉計破脂粉陣
- 1975年：扭計祖宗陳夢吉
- 1976年：星座奇趣錄
- 1976年：大鄉里與掃街添
- 1976年：女人呢樣嘢
- 1977年：阿茂正傳
- 1977年：你係得嘅
- 1977年：出術
- 1978年：偷食搶食搵飯食
- 1978年：鬼馬狂潮
- 1979年：各師各法
- 1980年：懵佬，大賊，傻偵探
- 1980年：摩登土佬
- 1981年：千王鬥千霸
- 1982年：賊王之王
- 1987年：開心快活人

## 歌曲列表

### 單曲
- 1976年：生意難做賭易撈（收錄於合輯《女人呢樣嘢》）
- 1976年：掃街添自嘆（收錄於合輯《女人呢樣嘢》）
- 1977年：發達夢（合唱﹕李添勝、沈殿霞，電影《妙計發橫財》插曲，收錄於合輯《有心未算遲》）
- 1977年：妙計發橫財（合唱﹕李添勝、夏雨、劉一帆、盧海鵬，電影《妙計發橫財》主題曲，收錄於合輯《有心未算遲》）

## 獎項
- 2009年萬千星輝頒獎典禮-最佳劇集 《巾幗梟雄》
- 2009年萬千星輝頒獎典禮-万千光辉演藝大奖

## 外部連結
- 香港電影資料館 - 李添勝[永久]
- 李添勝在香港影庫上的簡介